# 프로로켄트룸목
프로로켄트룸목(Prorocentrida)은 와편모충류 목의 하나이다.

## 하위 과
- 하플로디니움과 (Haplodiniaceae)
  - 하플로디니움속 (Haplodinium) Klebs, 1912
  - 플레로모나스속 (Pleromonas) Pascher, 1914
- 프로로켄트룸과 (Prorocentraceae)
  - Cenchridinium Ehrenberg
  - 메소포로스속 (Mesoporos) Lillick, 1937
  - 플라기오디니움속 (Plagiodinium) M.A.Faust & Balech, 1993
  - 프로로켄트룸속 (Prorocentrum) Ehrenberg, 1834
  - Wysotzkia Lemmermann